# 진해군
| Daedongyeojido (Gyujanggak) 18-02.jpg |
| Daedongyeojido (Gyujanggak) 19-02.jpg |

진해군(鎭海郡)은 경상남도 창원시 마산합포구 삼진 지역(진동면·진북면·진전면)의 옛 행정 구역이다.
1908년에 행정구역 개편으로 창원부, 웅천군(현 창원시 진해구)과 통합되어 창원부로 개편되었다. 팔진(八鎭), 우산(牛山)은 진해의 별호이다.

## 역사
- 고려 때 : 진해현(鎭海縣)이 설치되었다.
- 1018년(고려 현종 9년) : 진주목(晉州牧)의 속현으로 병합되었다.
- 1390년(고려 공양왕 2년) : 감무를 파견함으로써 독립했다.
- 조선 태종 : 현감을 두었다.
- 1570년(조선 선조 3년) : 함안군에 합쳤다.
- 1617년(조선 광해군 9년) : 다시 진해현이 설치되었다.
- 1627년(조선 인조 5년) : 창원대도호부에 합쳤다.
- 1629년(조선 인조 7년) : 함안군에 합쳤다.
- 1639년(조선 인조 17년) : 다시 진해현이 설치되었다.
- 1895년(조선 고종 32년) : 진주부 진해군으로 개편되었다.[3]
- 1896년(건양 원년) : 경상남도 진해군으로 개편되었다.[4]
- 1908년(융희 2년) : 진해군이 웅천군과 함께 창원부에 통합되었다.[5]